# マグヌス・ノーマン
マグヌス・ノーマン（Magnus Norman, 1976年5月30日 - ）は、スウェーデン・ヴェルムランド県フィリップスタード出身の元男子プロテニス選手、テニス指導者。ATP自己最高ランキングはシングルス2位、ダブルス133位。ATPツアーでシングルス12勝を挙げた。
2000年全仏オープン男子シングルス準優勝。2000年ローマ・マスターズ優勝。2000年テニス・マスターズ・カップ出場。
現在はスタン・ワウリンカのコーチを務める。

## 来歴
マグヌス・ノーマンがテニスを始めたのは、8歳の誕生日に祖母からプレゼントとして贈られたテニスラケットがきっかけだったという。1995年にプロ入りし、1997年にツアー初優勝を果たす。ノーマンは1999年、2000年に年間5勝ずつを挙げ、この頃がキャリアの最盛期だった。2000年全仏オープンには第3シードで出場し、決勝までは順調な勝ち上がりだったが、ブラジルのグスタボ・クエルテンとの決勝戦では2-6, 3-6, 6-2, 6-7のスコアで敗れて準優勝に終わった。とりわけ第4セットは1時間半以上を要したが、長いタイブレークで粘りきれずに、3年ぶり2度目の優勝を目指したクエルテンに押し切られた。その結果、ノーマンはスウェーデン人選手として1988年のマッツ・ビランデル以来12年ぶりの全仏優勝を果たすことはできなかった。
この後、ノーマンのテニス・キャリアはあっけなく萎んでしまい、2001年以後はツアーで優勝できなくなった。2002年にジャパン・オープン・テニス選手権で来日した時も、決勝でデンマークのケネス・カールセンに6-7, 3-6で敗れて準優勝に終わり、これがノーマンの現役最後の決勝進出になる。膝などに多くの故障を抱え、2003年9月にキングフィッシャー航空テニス・オープンのトーナメントに出場したのが最後の舞台になった。2004年・2005年は全く試合に出場できず、ついに2005年10月28日、故国の首都ストックホルムで現役引退会見を開いた。
引退後はテニスコーチとして活動しており、同郷の後輩選手であるロビン・セーデリングの専属コーチを2010年まで務めた。2013年からはスタン・ワウリンカのコーチを務めている。

## ATPツアー決勝進出結果

### シングルス: 18回 (12勝6敗)
| 大会グレード                                  |
| グランドスラム (0-1)                          |
| テニス・マスターズ・カップ (0-0)              |
| ATPマスターズシリーズ (1-0)                   |
| ATPインターナショナルシリーズ・ゴールド (1-1) |
| ATPインターナショナルシリーズ (10–4)          |

| サーフェス別タイトル |
| ハード (5-3)         |
| クレー (7-2)         |
| 芝 (0-0)             |
| カーペット (0-1)     |

| 結果   | No. | 決勝日         | 大会               | サーフェス        | 対戦相手                   | スコア                        |
| ------ | --- | -------------- | ------------------ | ----------------- | -------------------------- | ----------------------------- |
| 優勝   | 1.  | 1997年7月13日  | ボースタード       | クレー            | フアン・アントニオ・マリン | 7–5, 6–2                      |
| 準優勝 | 1.  | 1997年10月19日 | オストラヴァ       | カーペット (室内) | カロル・クチェラ           | 2–6, 途中棄権                 |
| 準優勝 | 2.  | 1998年8月2日   | ウマグ             | クレー            | ボフダン・ウリラッハ       | 3–6, 6–7(0)                   |
| 優勝   | 2.  | 1998年8月9日   | アムステルダム     | クレー            | リチャード・フロムバーグ   | 6–3, 6–3, 2–6, 6–4            |
| 優勝   | 3.  | 1999年4月25日  | オーランド         | クレー            | ギリェルモ・カナス         | 6–0, 6–3                      |
| 優勝   | 4.  | 1999年7月25日  | シュトゥットガルト | クレー            | トミー・ハース             | 6–7(6), 4–6, 7–6(7), 6–0, 6–3 |
| 優勝   | 5.  | 1999年8月1日   | ウマグ             | クレー            | ジェフ・タランゴ           | 6–2, 6–4                      |
| 優勝   | 6.  | 1999年8月29日  | ロングアイランド   | ハード            | アレックス・コレチャ       | 7–6(4), 4–6, 6–3              |
| 優勝   | 7.  | 1999年10月10日 | 上海               | ハード            | マルセロ・リオス           | 2–6, 6–3, 7–5                 |
| 優勝   | 8.  | 2000年1月16日  | オークランド       | ハード            | マイケル・チャン           | 3–6, 6–3, 7–5                 |
| 優勝   | 9.  | 2000年5月14日  | ローマ             | クレー            | グスタボ・クエルテン       | 6–3, 4–6, 6–4, 6–4            |
| 準優勝 | 3.  | 2000年6月11日  | 全仏オープン       | クレー            | グスタボ・クエルテン       | 2–6, 3–6, 6–2, 6–7(6)         |
| 優勝   | 10. | 2000年7月16日  | ボースタード       | クレー            | アンドレアス・ビンシゲラ   | 6–1, 7–6(6)                   |
| 優勝   | 11. | 2000年8月27日  | ロングアイランド   | ハード            | トーマス・エンクビスト     | 6–3, 5–7, 7–5                 |
| 優勝   | 12. | 2000年10月22日 | 上海               | ハード            | チャン・シャルケン         | 6–4, 4–6, 6–3                 |
| 準優勝 | 4.  | 2001年1月14日  | シドニー           | ハード            | レイトン・ヒューイット     | 4–6, 1–6                      |
| 準優勝 | 5.  | 2001年3月11日  | スコッツデール     | ハード            | フランシスコ・クラベット   | 4–6, 2–6                      |
| 準優勝 | 6.  | 2002年10月6日  | 東京               | ハード            | ケネス・カールセン         | 6–7(6), 3–6                   |

### ダブルス: 1回 (0勝1敗)
| 結果   | No. | 決勝日       | 大会   | サーフェス | パートナー               | 対戦相手                              | スコア   |
| ------ | --- | ------------ | ------ | ---------- | ------------------------ | ------------------------------------- | -------- |
| 準優勝 | 1.  | 1997年1月5日 | ドーハ | ハード     | パトリク・フレデリクソン | ヤッコ・エルティン ポール・ハーフース | 3–6, 2–6 |

## 4大大会シングルス成績
略語の説明
| W | F | SF | QF | #R | RR | Q# | LQ | A | Z# | PO | G | S | B | NMS | P | NH |

W=優勝, F=準優勝, SF=ベスト4, QF=ベスト8, #R=#回戦敗退, RR=ラウンドロビン敗退, Q#=予選#回戦敗退, LQ=予選敗退, A=大会不参加, Z#=デビスカップ/BJKカップ地域ゾーン, PO=デビスカップ/BJKカッププレーオフ, G=オリンピック金メダル, S=オリンピック銀メダル, B=オリンピック銅メダル, NMS=マスターズシリーズから降格, P=開催延期, NH=開催なし.
| 大会           | 1993 | 1994 | 1995 | 1996 | 1997 | 1998 | 1999 | 2000 | 2001 | 2002 | 2003 | 通算成績 |
| -------------- | ---- | ---- | ---- | ---- | ---- | ---- | ---- | ---- | ---- | ---- | ---- | -------- |
| 全豪オープン   | LQ   | LQ   | A    | 1R   | 1R   | 1R   | 2R   | SF   | 4R   | A    | A    | 9–6      |
| 全仏オープン   | A    | A    | A    | 2R   | QF   | 2R   | 1R   | F    | 1R   | 1R   | 1R   | 12–7     |
| ウィンブルドン | A    | A    | A    | A    | 3R   | 1R   | 3R   | 2R   | A    | A    | A    | 5–4      |
| 全米オープン   | A    | A    | A    | A    | 2R   | 2R   | 4R   | 4R   | A    | 1R   | 1R   | 8–6      |